# Vandalenkrieg (533–534)
Iberischer Krieg
Thannuris – Dara – Satala – Callinicum – Martyropolis
Vandalenkrieg
Ad Decimum – Tricamarum
Gotenkrieg
1. Neapel – 1. Rom – Verona – Faventia – Mucellium – 2. Neapel – 2. Rom – 3. Rom – Sena Gallica – Busta Gallorum – Mons Lactarius – Casilinus
Eroberung von Spania
Maurenkriege
Mammes und Bourgaon – Babosis und Zerboule – Cillium – Marta – Felder von Cato
Lasischer Krieg
1. Petra – 2. Petra – 3. Petra – 1. Archäopolis – Cotais – 2. Archäopolis – Telephis–Ollaria – Onoguris (3. Archäopolis) – Phasis – Tzacher
Der Vandalenkrieg fand im Zeitraum von 533 bis 534 in Nordafrika auf dem Gebiet des heutigen Tunesien, Libyen, Italien und Algerien zwischen dem Oströmischen Reich und dem Vandalenreich statt. Es war der erste von Justinians Kriegen zur Wiedererlangung ehemals römischer Territorien des untergegangenen Westreichs und war von raschem Erfolg gekrönt. Das Vandalenreich wurde erobert, womit die ehemalige römische Provinz Africa unter oströmische Verwaltung gelangte. Die vandalischen Kräfte unter König Gelimer wurden in der Schlacht bei Ad Decimum und der Schlacht bei Tricamarum entscheidend geschlagen. Von Vorteil für das zahlenmäßig unterlegene oströmische Invasionsheer unter Belisar war, dass die Vandalen keinen Angriff erwarteten und somit von der Situation überrascht wurden und dass eine Flotte mit 5.000 der besten vandalischen Krieger unter der Führung von Gelimers Bruder Tzazon erst kurz zuvor nach Sardinien gesandt worden war, um eine dortige Revolte durch Godas niederzuschlagen.